# متنزه ماناس الوطني
منتزه مانس الوطني، أو مئل ماناس للحياة البرية (মানস ৰাষ্ট্ৰীয় উদ্যান) هو منتزه وطني وموقع تراث عالمي طبيعي، وهو محمية «مشروع النمر» ومحمية لحماية الفيلة والمحيط الحيوي في آسام في الهند. يقع المنتزه في سفوح جبال الهيمالايا، ويجاوز منتزه ماناس الوطني الملكي. في بوتان. يشتهر المنتزه بندرة الحياة البرية والمهددة بالإنقراض كسلحفاة آسام المشقوفة والأرانب البرية واللانغور الذهبي والخنزير القزم وجاموس الماء البري.
أعلن المنتزه محمية وطنية في الأول من أكتوبر 1928، وتبلغ مساحته 360 كم مربع. زيدت المساحة بين عامي 1951 و1955 إلى 391 كم مربع. أعلنته اليونسكو موقع تراث عالمي عام 1985، لكنه أدرج في قائمة مواقع التراث العالمي المعرضة للخطر عام 1992 بسبب الصيد الجائر الكثيف والأنشطة الإرهابية. لكن في 21 يونيو 2001، أزيل من قائمة الخطر للجهود المبذولة في الحفاظ عليه.

## وصلات خارجية
- Manas محمية النمور في آسام
- Wildlife Times: A trip to Kaziranga and Manas National Park
- Manas Maozigendri Ecotourism Society - Protectors of Manas
- الموقع الإلكتروني للمنتزه
- Photo essay on the rhino translocations from Pobitora to Manas National Park